# ヴェントテーネ
ヴェントテーネ（伊: Ventotene）は、イタリア共和国ラツィオ州ラティーナ県にある、人口約690人の基礎自治体（コムーネ）。
ティレニア海のポンツィアーネ諸島に属する同名のヴェントテーネ島と付近のサント・ステーファノ島が含まれる。

## 地理

### 気候分類・地震分類
ヴェントテーネにおけるイタリアの気候分類 (it) および度日は、zona C, 1107 GGである。
また、イタリアの地震リスク階級 (it) では、zona 3B (sismicità bassa) に分類される。

## 歴史
ヴェントテーネ島は古代ローマ時代にはパンダテリア島 (Pandateria) と呼ばれ、帝政期初期には皇帝一族の何人かがこの島に流されている。アウグストゥスの娘ユリアは紀元前2年から5年間この島に幽閉され、その後大アグリッピナは紀元29年に、クラウディウスの娘オクタウィアは62年にこの島に流されたのち処刑された。